# Adelaïda de Schaumburg-Lippe
Adelaïda de Schaumburg-Lippe, duquessa de Saxònia-Altenburg (Ratiboritz, Bohèmia, 
22 de setembre del 1875 - Ballenstedt, 27 de gener del 1971) va ser princesa de Schaumburg-Lippe amb el tractament d'altesa que es casà amb el duc Ernest II de Saxònia-Altenburg.
Nascuda a Ratiboritz el dia 22 de setembre de 1875, filla del príncep Guillem de Schaumburg-Lippe i de la princesa Bathildis d'Anhalt. Adelaïda era neta per via paterna del príncep Jordi I de Schaumburg-Lippe i de la princesa Ida de Waldeck-Pyrmont; mentre que per via materna ho era del príncep Frederic August d'Anhalt i de la landgravina Maria de Hessen-Kassel.
El dia 27 de febrer de 1898 contragué matrimoni a Bückeburg, capital del principat de Schaumburg-Lippe, amb el duc Ernest II de Saxònia-Altenburg, fill del príncep Maurici de Saxònia-Altenburg i de la princesa Augusta de Saxònia-Meiningen. La parella tingué quatre fills:
- SA la princesa Carlota de Saxònia-Altenburg, nada a Potsdam el 1899 i morta a Hemmelmark el 1989. Es casà a Hemmelmark el 1919 amb el príncep Segimon de Prússia.

- SAR el príncep Jordi Maurici de Saxònia-Altenburg, nat a Potsdam el 1900 i mort a Redensburg el 1991. Darrer duc titular de Saxònia-Altenburg.

- SA la princesa Elisabet de Saxònia-Altenburg, nada a Potsdam el 1903 i morta a Breiholz el 1991.

- SA el príncep Frederic de Saxònia-Altenburg, nat a Potsdam el 1905 i mort a Rosenheim el 1985.

Dos anys després de la caiguda de l'Imperi Alemany arran de la derrota militar en la Primera Guerra Mundial, Adelaïda i Ernest es divorciaren. Mentre Adelaïda no es tornà a casar mai, Ernest contragué matrimoni l'any 1934 de forma morganàtica.
Adelaïda morí a Ballenstedt, a l'actual land de Saxònia-Anhalt, el dia 27 de gener de 1971 a l'edat de 95 anys.